# Tau (Buchstabe)
Das Tau (griechisches Neutrum ταῦ taû, neugriechisches Neutrum Ταυ, heutige Aussprache taf; Majuskel Τ, Minuskel τ) ist der 19. Buchstabe des griechischen Alphabets und hat nach dem milesischen System den Zahlwert 300.

## Verwendung
Das kleine Tau bezeichnet:
- in der Mathematik (genauer in der Zahlentheorie),
  - die Teileranzahlfunktion
  - als Alternative zur Kreiszahl π (τ = 2π ≈ 6.283185307…)
- Zusammenhangsmaße in der Statistik
  - Goodman und Kruskals Tau
  - Kendall’sches Tau ({\displaystyle \tau _{a}}, {\displaystyle \tau _{b}}, {\displaystyle \tau _{c}})
- in der Physik
  - die Periodendauer
  - die Latenzzeit der Sinusschwingung in einem elektrischen Leiter
  - den Verfall der Leistung durch Wärmeverlust in einem elektrischen Leiter
  - das τ-Lepton
  - die Zeitkonstante
  - die Temperatur bzw. die Temperaturkonstante
  - den Taupunkt
  - den Transmissionsgrad
- in der Elektrotechnik
  - die Zeitkonstante beim Lade- bzw. Entladevorgang von Kondensatoren, siehe auch RC-Glied
  - die Zeitkonstante beim Lade- bzw. Entladevorgang von Spulen; es ist der Quotient aus Induktivität und Drahtwiderstand
- in der Analytischen Chemie
  - den Transmissionsgrad bei photometrischen Messungen
- in der Genetik
  - eine Untereinheit der DNA-Polymerase III
- in der Neurophysiologie
  - das Tau-Protein zur Stützung der Mikrotubuli
- in der Betriebswirtschaftslehre
  - die Zyklusdauer
- im Ingenieurwesen
  - die Schubspannung
  - die Verweilzeit
  - der Traktionskoeffizient
- in der christlichen Symbolik
  - das Tau- oder Antoniuskreuz, auch Symbol des Franziskanerordens.